# Castelo de Tosinasco
O Castelo de Tosinasco é um castelo rural perto da cidade de Pieve Emanuele, província de Milão, região da Lombardia, Itália.
O castelo foi construído no século 16 pela família D'Adda. Servia para proteger a produção agrícola da região. O edifício do castelo é de planta quadrada com quatro torres de canto. O prédio tinha conexões subterrâneas com outro prédio a cerca de oitocentos metros de distância.
Em 2015, o castelo tornou-se o edifício anfitrião para um campo de golfe privado.